# 판교역 (서천)
판교역(Pangyo station, 板橋驛)은 장항선의 철도역이다. 장항선 직선화 사업 개통과 함께 2008년 11월 28일에 판교면 저산리로 이전하였다. 모든 무궁화호가 정차한다.

## 역명 유래
마을 어귀에 있었던 나무다리에서 유래한 지명인 '판교'에서 유래하였다.

## 역사
- 1930년 11월 1일 : 서천군 동면 현암리 145-2번지(현 판교면 종판로 882-8)에서 보통역으로 영업 개시[2]
- 1984년 10월 31일 : 역사 신축
- 1991년 9월 1일 : 소화물 취급 중지[3]
- 1991년 9월 15일 : 소화물 취급 개시[4]
- 1998년 12월 1일 : 장항선 전구간 비둘기호 운행중단
- 2004년 4월 1일 : 장항선 통일호 운행중단
- 2006년 5월 1일 : 소화물취급 중지
- 2006년 11월 15일 : 화물취급 중지[5]
- 2008년 11월 28일 : 장항선 이설과 함께 신 역사로 이전

## 역 구조
승강장은 2면 4선의 쌍섬식 승강장으로 운용된다.

### 승강장
| ↑ 웅천          |
| １２ \| ３４ \| |
| 서천 ↓          |

| 1 | 장항선 | 무궁화호 | 사용하지 않음       |
| 2 | 장항선 | 무궁화호 | 천안·수원·용산 방면 |
| 3 | 장항선 | 무궁화호 | 서천·장항·익산 방면 |
| 4 | 장항선 | 무궁화호 | 사용하지 않음       |

## 사진

구 역사 (광장쪽)
구 역사 (선로쪽)
구 역사 승강장

## 인접한 역
이 역은 주로 용산역과 익산역을 기점으로 열차가 운행된다.
| 장항선         | 장항선          | 장항선         |
| -------------- | --------------- | -------------- |
| 웅천 용산 방면 | 무궁화호 장항선 | 서천 익산 방면 |